# Franciszek Nowicki (powstaniec styczniowy)
Franciszek Nowicki (ur. 1812 w powiecie mińskim, zm. 3 stycznia 1903 w Wilnie) – powstaniec listopadowy, komisarz miejski Ihumenia w powstaniu styczniowym, lekarz, polski działacz narodowy, zesłaniec.

## Życiorys
Ukończył gimnazjum w Mińsku. Studiował w Wilnie, najpierw na wydziale lekarskim uniwersytetu, a potem w imperatorskiej akademii lekarskiej. W 1836 roku otrzymał tytuł doktora nauk medycyny. W trakcie studiów brał udział w powstaniu listopadowym, jednak nie udowodniono mu udziału w powstaniu i mógł kontynuować naukę. Po ukończeniu studiów medycznych prowadził praktykę lekarską w Pińsku, a potem w Ihumeniu. Był lekarzem powiatowym w powiecie ihumeńskim, gdzie cieszył się zaufaniem i szacunkiem.
Należał do organizacji narodowych i organizacji powstańczej. W chwili wybuchu powstania styczniowego był komisarzem miejskim Ihumenia. Udzielał również pomocy medycznej rannym powstańcom. Aresztowany za działalność powstańczą w 1863, osadzony w mińskim więzieniu, został skazany na katorgę. Dzięki pomocy gubernatora tobolskiego Zenowiczowa nie wysłano go od razu na ciężkie roboty, tylko osadzono w więzieniu w Tobolsku. Później przebywał w Krasnojarsku. W latach osiemdziesiątych XIX wieku dostał pozwolenie na osiedlenie się w Jekaterynosławiu. Po powrocie z zesłania zamieszkał w Wilnie i tam zmarł. Pochowany na cmentarzu Na Rossie w Wilnie.